# Сан Мартино д'Агри
Сан Мартѝно д'А̀гри (на италиански: San Martino d'Agri) е село и община в Южна Италия, провинция Потенца, регион Базиликата. Разположено е на 666 m надморска височина. Населението на общината е 812 души (към 2012 г.).